# سیوتسه یانسما
سیوتسه یانسما (انگلیسی: Sijtse Jansma; ۲۲ مهٔ ۱۸۹۸ – ۴ دسامبر ۱۹۷۷) ورزشکار دو و میدانی اهل پادشاهی هلند بود.